# 拉法埃莱·里亚里奥

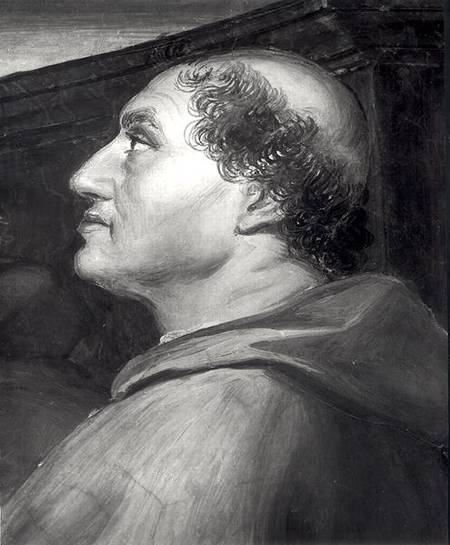
枢机主教拉斐尔·里亚里奥

拉斐尔·里亚里奥（義大利語：Raffaele Sansoni Galeoti Riario，1461年5月3日—1521年7月9日），是文艺复兴时期的罗马教廷枢机主教。里亚里奥是教宗西斯笃四世的侄子，他在1477年被晋封为枢机主教，从而成为当时最年轻的枢机团成员。里亚里奥对当时的艺术发展赞助颇多，他曾邀请米开朗基罗访问罗马，并主持建造了文书院宫。他于教宗儒略二世在位期间被授予奥斯底亚大主教的荣衔。

## 延伸阅读
- Michael Schaich. . Bautz, Traugott  (编).  8. Herzberg: Bautz. 1994. cols. 162–166. ISBN 3-88309-053-0 （德语）.